# Astra Sharma
Astra Sharma (Singapur, 11 de septiembre de 1995) es una tenista profesional australiana.

## Trayectoria deportiva
En diciembre de 2017, Sharma ganó el torneo Australian Open Wildcard Playoffs de 2018 de dobles junto a Belinda Woolcock, recibiendo un Wildcard en el cuadro de dobles del Abierto de Australia de 2018.
En 2019, jugó dobles mixtos con John-Patrick Smith, llegando a la final. En abril de 2019 llegó a la final en individuales y levantando el título de dobles junto a su compatriota Zoe Hives en el torneo WTA de Bogotá, lo que marcó un hito en su carrera al rozar el top100 en ambos rankings.

## Títulos de Grand Slam

### Dobles mixto

#### Finalista (1)
| Año  | Campeonato           | Pareja             | Oponentes en la final         | Resultado   |
| 2019 | Abierto de Australia | John-Patrick Smith | Barbora Krejčíková Rajeev Ram | 6-7(3), 1-6 |

## Títulos WTA (4; 1+3)

### Individual (1)
| Leyenda                                |
| -------------------------------------- |
| Grand Slam (0)                         |
| Juegos Olímpicos (0)                   |
| WTA Tour Championships (0)             |
| P. Mandatory & Premier 5, WTA 1000 (0) |
| Premier, WTA 500 (0)                   |
| International, WTA 250 (1)             |

| N.º | Fecha               | Torneo        | Superficie    | Oponente en la final | Resultado     |
| --- | ------------------- | ------------- | ------------- | -------------------- | ------------- |
| 1.  | 18 de abril de 2021 | Charleston II | Tierra batida | Ons Jabeur           | 2-6, 7-5, 6-1 |

#### Finalista (1)
| N.º | Fecha               | Torneo | Superficie    | Oponente en la final | Resultado     |
| --- | ------------------- | ------ | ------------- | -------------------- | ------------- |
| 1.  | 14 de abril de 2019 | Bogotá | Tierra batida | Amanda Anisimova     | 6-4, 4-6, 1-6 |

### Dobles (3)
| Leyenda                                |
| -------------------------------------- |
| Grand Slam (0)                         |
| Juegos Olímpicos (0)                   |
| WTA Finals (0)                         |
| P. Mandatory & Premier 5, WTA 1000 (0) |
| Premier, WTA 500 (0)                   |
| International, WTA 250 (3)             |

| N.º | Fecha               | Torneos     | Superficie    | Pareja          | Oponentes en la final           | Resultado        |
| --- | ------------------- | ----------- | ------------- | --------------- | ------------------------------- | ---------------- |
| 1.  | 13 de abril de 2019 | Bogotá      | Tierra batida | Zoe Hives       | Hayley Carter Ena Shibahara     | 6-1, 6-2         |
| 2.  | 13 de marzo de 2021 | Guadalajara | Dura          | Ellen Perez     | Desirae Krawczyk Giuliana Olmos | 6-4, 6-4         |
| 3.  | 9 de abril de 2022  | Bogotá      | Tierra batida | Aldila Sutjiadi | Emina Bektas Tara Moore         | 4-6, 6-4, [11-9] |

#### Finalista (1)
| N.º | Fecha               | Torneos  | Superficie    | Pareja               | Oponentes en la final         | Resultado |
| --- | ------------------- | -------- | ------------- | -------------------- | ----------------------------- | --------- |
| 1.  | 11 de julio de 2021 | Hamburgo | Tierra batida | Rosalie Van der Hoek | Jasmine Paolini Jil Teichmann | 0-6, 4-6  |

## Títulos WTA 125s

### Individual (1–0)
| Resultado | Fecha                    | Torneo   | Superficie    | Oponente    | Puntaje       |
| --------- | ------------------------ | -------- | ------------- | ----------- | ------------- |
| Campeona  | 17 de septiembre de 2023 | Bucarest | Tierra batida | Sara Errani | 0-6, 7-5, 6-2 |

## Títulos ITF

### Individual: 7
| Legend                  |
| ----------------------- |
| $100,000 tournaments    |
| $80,000 tournaments     |
| $60,000 tournaments     |
| $25,000 tournaments (4) |
| $15,000 tournaments (2) |
| $10,000 tournaments (1) |

| Finals by surface |
| ----------------- |
| Dura (5)          |
| Tierra batida (2) |
| Hierba (0)        |
| Carpet (0)        |

| N.º | Date                     | Categoría | Torneo                      | Superficie    | Rival                | Resultado        |
| --- | ------------------------ | --------- | --------------------------- | ------------- | -------------------- | ---------------- |
| 1.  | 12 de julio de 2015      | $10,000   | Sharm El Sheikh, Egipto     | Dura          | Ola Abou Zekry       | 6-3, 2-6, 6-0    |
| 2.  | 30 de julio de 2017      | $15,000   | Târgu Jiu, Rumania          | Tierra batida | Belinda Woolcock     | 1-6, 6-2, 7-5    |
| 3.  | 19 de agosto de 2017     | $15,000   | Graz, Austria               | Tierra batida | Vendula Žovincová    | 2-6, 6-3, 6-2    |
| 4.  | 24 de junio de 2018      | $25,000   | Baton Rouge, Estados Unidos | Dura          | Maria Mateas         | 6-2, 6-1         |
| 5.  | 22 de julio de 2018      | $25,000   | Gatineau, Canadá            | Dura          | Victoria Rodríguez   | 3-6, 6-4, 6-3    |
| 6.  | 24 de septiembre de 2018 | $25,000   | Cairns, Australia           | Dura          | Destanee Aiava       | 0-6, 7-6(5), 6-1 |
| 7.  | 10 de marzo de 2019      | $25,000   | Irapuato, México            | Dura          | Verónica Cepede Royg | 6-7, 6-4, 6-3    |

### Dobles: 4
| Legend                  |
| ----------------------- |
| $100,000 tournaments    |
| $80,000 tournaments     |
| $60,000 tournaments     |
| $25,000 tournaments (2) |
| $15,000 tournaments     |
| $10,000 tournaments (2) |

| Finals by surface |
| ----------------- |
| Hard (2)          |
| Clay (2)          |
| Grass (0)         |
| Carpet (0)        |

| N.º | Fecha               | Categoría | Torneo                   | Superficie    | Pareja         | Rivales                              | Resultado         |
| --- | ------------------- | --------- | ------------------------ | ------------- | -------------- | ------------------------------------ | ----------------- |
| 1.  | 10 de julio de 2016 | $10,000   | Amstelveen, Países Bajos | Tierra batida | Frances Altick | Erika Vogelsang Mandy Wagemaker      | 6-4, 6-2          |
| 2.  | 17 de julio de 2016 | $10,000   | Knokke, Bélgica          | Tierra batida | Frances Altick | Déborah Kerfs Kelly Versteeg         | 6-4, 6-4          |
| 3.  | 16 de junio de 2018 | $25,000   | Sumter, Estados Unidos   | Dura          | Luisa Stefani  | Julia Elbaba Xu Shilin               | 2-6, 6-3, [10-5]  |
| 4.  | 9 de marzo de 2019  | $25,000   | Irapuato, México         | Dura          | Paige Hourigan | Verónica Cepede Royg Renata Voráčová | 6-1, 4-6, [12-10] |